# 99
Glej tudi: število 99
99 (XCIX) je bilo navadno leto, ki se je po julijanskem koledarju začelo na torek.

## Dogodki
- 1. januar